# Fassa Bortolo (equipo ciclista)
Fassa Bortolo (código UCI: FAS) fue un equipo ciclista profesional italiano durante las temporadas 2000-2005. En su última temporada participó en el UCI ProTour, corriendo asimismo en algunas carreras del Circuito Continental.
El equipo contó en sus filas con ciclistas como Alessandro Petacchi, Aitor González, Dario Frigo, Fabian Cancellara y Kim Kirchen.

## Historia del equipo
El equipo se fundó en 2000, siendo uno de los equipos más potentes del mundo desde sus inicios. Sin embargo progresivamente fue perdiendo potencial pero siempre manteniéndose entre los mejores equipos, de hecho en su última temporada consiguieron 43 victorias 25 de ellas obtenidas por su esprínter Alessandro Petacchi muy por delante de sus compañeros de equipo Kim Kirchen (5 victorias) y Fabian Cancellara (4 victorias).

## Corredor mejor clasificado en las Grandes Vueltas
| Año  | Giro de Italia       | Tour de Francia       | Vuelta a España              |
| ---- | -------------------- | --------------------- | ---------------------------- |
| 2000 | 7.º Wladimir Belli   | -                     | 5.º Raimondas Rumsas         |
| 2001 | 30.º Tadej Valjavec  | 24.º Wladimir Belli   | -                            |
| 2002 | 23.º Serhi Honchar   | 11.º Ivan Basso       | 7.º Francesco Casagrande     |
| 2003 | 7.º Dario Frigo      | 7.º Ivan Basso        | 21.º Dario Frigo             |
| 2004 | 4.º Darío Cioni      | 45.º Aitor González   | 52.º Darío Cioni             |
| 2005 | 9.º Marzio Bruseghin | 62.º Lorenzo Bernucci | 32.º Julián Sánchez Pimienta |

## Material ciclista
El equipo usó bicicletas de la marca Pinarello durante todas sus temporadas en activo.

## Clasificaciones UCI
La Unión Ciclista Internacional elaboraba el Ranking UCI de clasificación de los ciclistas y equipos profesionales.
A partir de 1999 y hasta 2004 la UCI estableció una clasificación por equipos divididos en tres categorías (primera, segunda y tercera). La clasificación del equipo y de su ciclista más destacado fue la siguiente:
| Año  | Categoría | Clasificación por equipos | Mejor corredor en la clasificación individual | Posición |
| 2000 | Primera   | 3.º                       | Wladimir Belli                                | 13.º     |
| 2001 | Primera   | 1.º                       | Francesco Casagrande                          | 10.º     |
| 2002 | Primera   | 2.º                       | Francesco Casagrande                          | 8.º      |
| 2003 | Primera   | 1.º                       | Dario Frigo                                   | 14.º     |
| 2004 | Primera   | 9.º                       | Alessandro Petacchi                           | 9.º      |

A partir de 2005 la UCI instauró el circuito profesional de máxima categoría, el UCI ProTour, donde el equipo estuvo su último año en activo. Las clasificaciones del equipo y de su ciclista más destacado son las siguientes:
| Año  | Clasificación por equipos | Mejor corredor en la clasificación individual | Posición |
| 2005 | 13.º                      | Alessandro Petacchi                           | 11.º     |

## Palmarés destacado
Para años anteriores, véase Palmarés del Fassa Bortolo

### Grandes Vueltas
- Tour de Francia
  - 2001: 1 etapa ⇒ Sergei Ivanov
  - 2003: 4 etapas ⇒ Alessandro Petacchi
  - 2004: 3 etapas ⇒ Fabian Cancellara, Aitor González, Filippo Pozzato
  - 2005: 1 etapa ⇒ Lorenzo Bernucci

- Giro de Italia
  - 2000: 1 etapa ⇒ Dmitri Konyshev
  - 2001: 2 etapas ⇒ Dario Frigo, Matteo Tosatto
  - 2003: 8 etapas ⇒ Alessandro Petacchi (6), Dario Frigo, Aitor González
  - 2004: 9 etapas ⇒ Alessandro Petacchi
  - 2005: 4 etapas ⇒ Alessandro Petacchi

- Vuelta a España
  - 2000: 2 etapas ⇒ Alessandro Petacchi
  - 2002: 1 etapa ⇒ Alessandro Petacchi
  - 2003: 5 etapas ⇒ Alessandro Petacchi
  - 2004: 4 etapas ⇒ Alessandro Petacchi
  - 2005: 5 etapas ⇒ Alessandro Petacchi

### Otras carreras
- París-Niza: 2001 ⇒ Dario Frigo
- Vuelta al País Vasco: 2001 ⇒ Raimondas Rumsas
- Tour de Romandía: 2001 ⇒ Dario Frigo
- Tirreno-Adriático: 2003 ⇒ Filippo Pozzato

### Clásicas
- Giro de Lombardía
  - 2000: Raimondas Rumsas
  - 2002: Michele Bartoli
  - 2003: Michele Bartoli
- Amstel Gold Race
  - 2002: Michele Bartoli
- Milán-San Remo
  - 2005: Alessandro Petacchi

## Principales ciclistas
Para las plantillas del equipo, véase Plantillas del Fassa Bortolo
| - Francesco Casagrande - Fabio Baldato - Volodymir Gustov - Dmitri Konyshev - Andrea Peron - Alessandro Petacchi - Roberto Petito - Matteo Tosatto | - Ivan Basso - Kim Kirchen - Marzio Bruseghin - Serguéi Ivanov - Filippo Pozzato - Fabian Cancellara - Gustav Larsson - Aitor González |